# ГЕС Соллефтео
ГЕС Соллефтео — гідроелектростанція у центральній частині Швеції. Розташована після ГЕС Форсму, становить нижній ступінь каскаду на річці Онгерманельвен, яка впадає в Ботнічну затоку Балтійського моря за півтори сотні кілометрів на південний захід від Умео. Також можна відзначити, що у сховище станції Соллефтео впадає справа річка Факсельвен, при цьому ресурс з останньої переважно потрапляє до водойми повз природне річище, з використанням відвідного тунелю ГЕС Hjälta.
Для роботи станції річку перекрили греблею висотою 32 метри, у правій частині якої розміщено три водопропускні шлюзи, а зліва машинний зал. Останній обладнали трьома турбінами типу Каплан загальною потужністю 62 МВт, які працюють при напорі 9,2 метра та забезпечують виробництво 310 млн кВт·год електроенергії на рік.